# Ratpenat cuallarg d'Atsinanana
El ratpenat cuallarg d'Atsinanana (Mops atsinanana) és una espècie de ratpenat de la família dels molòssids. És endèmic de Madagascar.

## Descripció

### Dimensions
És un ratpenat de petites dimensions, amb una llargada total de 90-101 mm, els avantbraços de 37-42 mm, la cua de 27-39 mm, les potes de 5-7 mm, les orelles de 15-18 mm i un pes de fins a 16,5 g.

### Descripció
El pelatge és curt i llanós. Les parts dorsals són marrons-negrenques, mentre que les parts ventrals són lleugerament més clares. El llavi superior té diversos plecs ben distints i està cobert de cerres curtes. Les orelles són petites, marró-negrenques i amb els marges anteriors units frontalment per una membrana amb forma de ve baixa i amb una butxaca amb l'obertura posterior al centre, per la qual sobresurt una cresta de curts pèls marronosos en els mascles. El tragus és molt petit, quadrat i amagat per l'antitragus, que és gros i semicircular. Els peus són carnosos, amb files de cerres llarg les vores externes dels dits. La cua és llarga i robusta i s'estén més de la meitat més enllà de l'uropatagi. El calcani és curt.

### Ecolocalització
Emet ultrasons a baix cicle de treball en forma d'impulsos de llarga durada a una freqüència gairebé constant i una energia màxima de 28 kHz.

## Biologia

### Alimentació
S'alimenta d'insectes.

## Distribució i hàbitat
Aquesta espècie és difosa a la part oriental de Madagascar.
Viu a altituds de fins a 1.100 msnm.

## Estat de conservació
Com que fou descoberta fa poc, l'estat de conservació d'aquesta espècie encara no ha estat avaluat formalment.